# ارتباطات داوم
ارتباطات داوم (به انگلیسی: Daum Communications) شرکت اینترنتی و پورتال وب کره‌ای است، که طیف گسترده‌ای از خدمات و سرویس‌های اینترنتی را ارائه می‌کند، که خدماتی چون سرویس ایمیل رایگان، تالارهای گفتگوی اینترنتی، انواع سرویس خرید اینترنتی و اخبار روز را در بر می‌گیرد.
شرکت ارتباطات داوم در تاریخ ۱۲ فوریه ۱۹۹۵ توسط لی جائه وونگ راه‌اندازی شد و در حال حاضر به‌عنوان دومین پورتال وب جهان، بر پایه میزان بازدید روزانه، شناخته می‌شود. این شرکت ارائه‌کننده نرم‌افزار پوت پلیر نیز می‌باشد.
دفتر مرکزی شرکت داوم در شهر سئول، کره جنوبی قرار دارد و بخشی از سهام آن در بازار بورس کره معامله می‌شود. واژه داوم در زبان کره‌ای به‌معنای سپس، یا بعد می‌باشد.